# 孙茂松
孙茂松（？—），清华大学计算机科学与技术系教授，2007-2010年任清华大学计算机系党委书记。现任清华大学大规模在线教育研究中心主任。带领团队研发学堂在线，九歌人工智能作诗系统。
研究方向为自然语言理解、中文信息处理等。